# Штиль, Генрих
Генрих Франц Даниэль Штиль (нем. Heinrich Franz Daniel Stiehl; 5 августа 1829, Любек — 19 апреля (1 мая) 1886, Ревель) — немецкий органист, дирижёр и композитор. Брат Карла Штиля.

## Биография
Музыкант в третьем поколении, сын любекского органиста Иоганна Иоахима Дитриха Штиля (1800—1872). Учился в Лейпцигской консерватории у Иоганна Христиана Лобе (композиция) и Игнаца Мошелеса (клавир).
В 1854—1866 гг. служил органистом в Петропавловской лютеранской церкви в Петербурге, одновременно с 1862 года был первым профессором игры на органе во вновь основанной Петербуржской консерватории (в частности, его учеником был П. И. Чайковский).
Затем Штиль концертировал в Германии, Италии и Англии, в 1870 году недолгое время работал органистом в Люнебурге. В 1874—1878 гг. был дирижёром общества св. Цецилии в Белфасте, затем в 1878—1880 гг. работал учителем музыки в Гастингсе. Далее занял место органиста в церкви Святого Олафа в Ревеле, где также руководил Певческой академией, с которым впервые в Санкт-Петербурге исполнил в 1883 году «Страсти по Матфею» Баха.
Среди произведений Штиля (общим числом около 200, известны 172 нумерованных опуса) — две небольшие оперы «Кладоискатель» (нем. Der Schatzgräber) и «Йери и Бетели» (нем. Jery und Bätely), обе по Иоганну Вольфгангу Гёте, Триумфальная увертюра для оркестра, хоровые сочинения, камерная музыка (трио, струнный квартет, виолончельная соната, сонаты и пьесы для скрипки с фортепиано), фортепианные пьесы, романсы, а также «Книга хоралов для использования евангельскими общинами в России» (нем. Choralbuch zum Gebrauche für evangelische Gemeinden in Russland).
Был замечательным импровизатором. Благодаря его капельмейстерской деятельности Петербург на концертах под его управлением познакомился со многими крупнейшими произведениями замечательных композиторов Запада.